# Episodi di Damnation
La prima stagione della serie televisiva Damnation è stata trasmessa negli Stati Uniti dal 7 novembre 2017 al 18 gennaio 2018 ed è stata pubblicata a livello internazionale da Netflix il 1º febbraio 2018.
| Nº | Titolo originale                        | Prima TV USA     | Pubblicazione Italia |
| -- | --------------------------------------- | ---------------- | -------------------- |
| 1  | Sam Riley's Body                        | 7 novembre 2017  | 1º febbraio 2018     |
| 2  | Which Side Are You On?                  | 14 novembre 2017 | 1º febbraio 2018     |
| 3  | One Penny                               | 21 novembre 2017 | 1º febbraio 2018     |
| 4  | The Emperor of Ice Cream                | 28 novembre 2017 | 1º febbraio 2018     |
| 5  | Den of Lost Souls                       | 14 dicembre 2017 | 1º febbraio 2018     |
| 6  | In Wyoming Fashion                      | 21 dicembre 2017 | 1º febbraio 2018     |
| 7  | A Different Species                     | 28 dicembre 2017 | 1º febbraio 2018     |
| 8  | The Goodness of Men                     | 4 gennaio 2018   | 1º febbraio 2018     |
| 9  | Dark Was the Night, Cold Was the Ground | 11 gennaio 2018  | 1º febbraio 2018     |
| 10 | God's Body                              | 18 gennaio 2018  | 1º febbraio 2018     |

## Sam Riley's Body
- Diretto da: Adam Kane
- Scritto da: Tony Tost

### Trama
Uno sciopero locale guidato dall'enigmatico predicatore Seth a Holden, l'Iowa, diventa una polveriera quando una persona spara a sangue freddo a uno dei leader della protesta, Sam Riley. Le cose si complicano quando viene trovato un altro corpo e tre teppisti di Chicago cercano di uccidere Preacher Seth. Nel frattempo, un detective di William Burns di nome Connie Nunn è a caccia di Seth, che crede abbia ucciso suo marito. Creeley si presenta al bordello locale e assume la prostituta Bessie come sua segretaria. Quando Sam Jr. viene preso in custodia per il secondo omicidio, Seth decide di affrontare Creeley, che rivela a Seth che è suo fratellino. Seth decide di inviare un messaggio alla città, e in particolare al banchiere locale, Calvin Rumple, inchiodando il corpo di Sam Riley davanti al palazzo dei Savings and Trust in città, con il cartello "Da che parte stai?" appeso al collo.

## Which Side Are You On?
- Diretto da: Adam Kane
- Scritto da: Tony Tost

### Trama
Creeley inizia a rivelare dettagli sulla sua relazione con suo fratello e indaga su come sia la vita di suo fratello (dato che Sullivan raccoglie le opinioni dei cittadini sugli scioperi). La Black Legion fa un'apparizione alla chiesa e spara ai parrocchiani. Nel frattempo, Bessie paga l'editore locale del giornale, chiedendogli di non pubblicare nulla sulla morte o sulla crocifissione di Sam Riley, e inizia a raccogliere informazioni sugli scioperi in tutto il paese, mentre Calvin Rumple incontra il misterioso "Dottore", Martin Eggers Hyde PhD. Connie continua la sua missione per trovare Seth mentre interrompe gli scioperi dei minatori a Harlan, nel Kentucky. Seth organizza una marcia di protesta con i contadini e dà la caccia a uno dei membri della Black Legion, ma si astiene dall'ucciderlo quando vede una croce formata dalla luce sul pavimento. Viene anche rivelato che Bessie è il figlio illegittimo dello sceriffo. Amelia incontra Creeley quando irrompe in casa sua, e la avvisa di lasciar perdere Seth e di andare altrove.

## One Penny
- Diretto da: Rod Lurie
- Scritto da: Tony Tost

### Trama
Quando le fattorie locali sono vengono pignorate, Seth e Amelia devono trovare un modo per riscattarle; Creeley e Bessie si scontrano con la Black Legion.

## The Emperor of Ice Cream
- Diretto da: Rod Lurie
- Scritto da: Michael D. Fuller

### Trama
I negoziati iniziano tra gli agricoltori e la banca; Creeley divide i contadini.

## Den of Lost Souls
- Diretto da: Eva Sorhaug
- Scritto da: Julia Cohen

### Trama
Quando arriva a Holden un carnevale itinerante, una collezione di volti nuovi e familiari mette Seth e Creeley in allerta.

## In Wyoming Fashion
- Diretto da: Eva Sorhaug
- Scritto da: Kevin Lau

### Trama
Seth e Lew hanno un'opportunità inaspettata.

## A Different Species
- Diretto da: Alex Graves
- Scritto da: Nazrin Choudhury

### Trama
Creeley incontra il suo maestro in un esclusivo rifugio di caccia, ma trova che ci molto in gioco; Seth si infiltra in una fabbrica vicina.

## The Goodness of Men
- Diretto da: Katie Jacobs
- Scritto da: Reyna McClendon

### Trama
Quando Bessie scopre i grandi piani industriali per Holden, Seth e Amelia devono decidere se proteggerla dalla Black Legion.

## Dark Was the Night, Cold Was the Ground
- Diretto da: Kate Dennis
- Scritto da: Julia Cohen & Michael D. Fuller

### Trama
Seth e gli agricoltori affrontano la Black Legion con l'aiuto di improbabili alleati.

## God's Body
- Diretto da: Adam Kane
- Scritto da: Tony Tost

### Trama
Seth e Creeley devono confrontarsi con la verità sul loro passato e trovare un modo per sopravvivere al futuro in arrivo.